# Benjamin (entreprise)
Pour les articles homonymes, voir Benjamin.

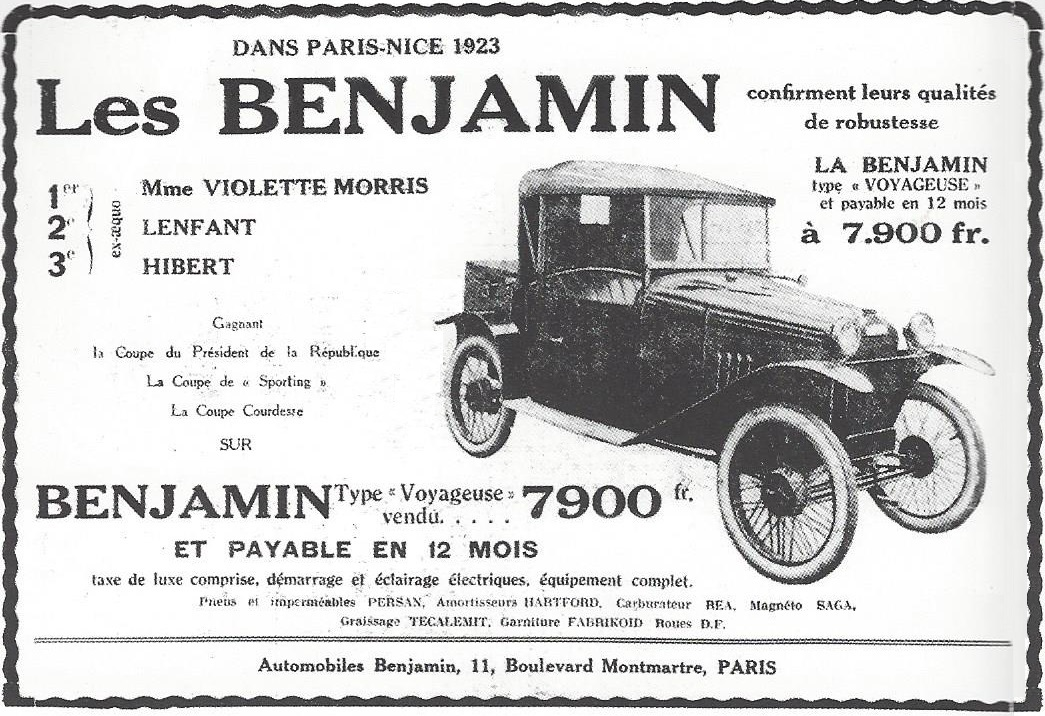
Publicité des voitures Benjamin, à la suite de la course Paris-Nice de 1923 (victoire de classe pour Violette Morris).

Benjamin , était une marque française d'automobiles fondée en 1921 par Maurice Jeanson et dont l'usine et les bureaux se trouvaient à Asnières, 139 boulevard Voltaire. La société disposait également d'un salon d'exposition à Paris, 11 boulevard Montmartre.
Il débuta par la production de plusieurs cyclecars baptisés type A, B et C, un coupé deux places doté d'un moteur avec quatre cylindres en ligne. Grâce au succès de celui-ci, il sort les modèles P2 et P3, qui eux, auront un succès moindre. Après la construction d'une deuxième usine à Gennevilliers, 39 rue de Paris, et le lancement d'une nouvelle gamme, avec des moteurs Chapuis-Dornier, la société fut restructurée en 1927 et devient Benova mise en faillite en 1931.
En juin 1922, des cyclecars Benjamin remportent la course Paris-Les Pyrénées-Paris.

## Modèles

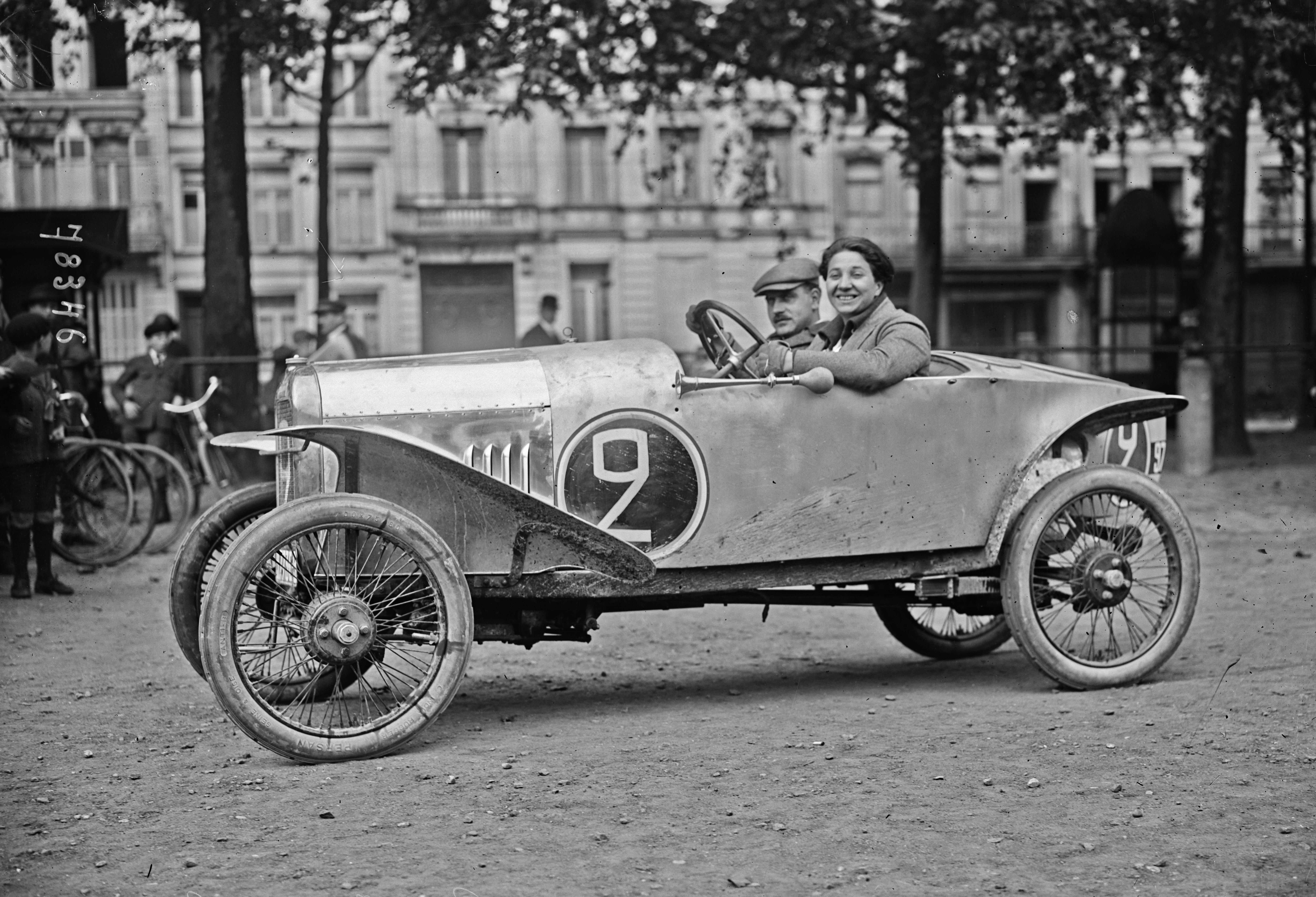
Violette Gouraud-Morris, sur Benjamin, en 1922.

Le type A (1921) est propulsé par un 4 cylindres de 751 cm3 développant 11 chevaux. Le type B (1922) est un bicylindre de 547 cm3 Le type C (1922) est une version sportive du type A dont la cylindrée est portée à 950 cm3.
Le type P2 Duplex 6/12 ch, un bicylindre 2 temps de 750 cm3 est produit à partir de 1924. Il est suivi par le type P3 Triplex 9/18, un 3 cylindres, 2 temps, d'une cylindrée de 1 125 cm3.
L'entreprise a démarré avec une gamme de voitures cyclistes, identifiées comme Benjamin « Type A », Benjamin « Type B » et Benjamin « Type C », un coupé à deux places. Le « Type A » est équipé d'un moteur 4 cylindres de 751 cm3 : il pèse moins de 350 kg et bénéficie donc d'un régime fiscal avantageux pour les cyclecars. Le « Type B » utilisait un moteur 2 cylindres de 547 cm3, tandis que le « Type C » était une version sportive du « Type A », le volume de son moteur 4 cylindres étant porté à 817 cm3.
En 1924, la Benjamin, plus petite, est remplacée par la « Type AR ». Elle repose sur un empattement de 2 100 mm et est équipée d'un moteur bicylindre à deux temps de 450 cm3 ou 525 cm3 monté à l'arrière.
Grâce au succès des premiers modèles, le constructeur a élargi la gamme avec un « Type P2 » et un « Type P3 », mais ceux-ci ont eu moins de succès. Le « Type P2 », construit sur un empattement de 2 300 mm et équipé d'un moteur bicylindre à deux temps de 550 cm3, a été produit à partir de 1924. Le « Type P3 » était équipé d'un moteur à trois cylindres à deux temps. Les cylindres étaient de la même taille que sur le « Type P2 », mais ils étaient au nombre de trois et la cylindrée était de 817 cm3 (d'autres sources citent des cylindrées respectives de 750 cm3 et 1 125 cm3 pour les « Type P2 » et « Type P3 » à 2 et 3 cylindres en 1924). En octobre 1924, au 19e Salon de l'automobile de Paris, les prix affichés par le constructeur commençaient à 5 500 francs pour un cyclecar « Type AR » à deux places, tandis que le « Type P2 » à deux places à carrosserie Torpedo était affiché à 8 900 francs.

## Restructuration et changement de nom
Après la construction d'une seconde usine au 39 rue de Paris à Gennevilliers, la société lance une nouvelle gamme, équipée de moteurs achetés à Chapuis-Dornier. La société est alors restructurée et rebaptisée Benova. Avec l'augmentation rapide des revenus des consommateurs au milieu des années 1920, l'ère des cyclecars touche à sa fin et le fabricant se lance dans la production de voitures de taille standard, dont une est même équipée d'un moteur 8 cylindres, bien que de petite taille.
Au 22e Salon de l'automobile de Paris, en octobre 1928, Benova présente trois modèles.
- La "Benova Type B3" est équipée d'un moteur Chapuis-Dornier 4 cylindres à soupapes latérales de 0,95 litre et repose sur un empattement de 2 450 mm[8]. Les carrosseries standard comprenaient un Torpédo 2 places, un Torpédo 4 places et un coupé 2 places[8].

Le "Benova Type E2" utilisait un moteur Chapuis-Dornier 4 cylindres à soupapes en tête de 1,1 litre et reposait sur un empattement de 2 950 mm. Les carrosseries standard comprenaient une « Torpédo de luxe » et une « conduite intérieure souple » à 4 portes.
- Les modèles B3 et E2 étaient également proposés en version « commerciale » avec un hayon ouvrant à l'arrière et, selon une photo, une banquette arrière amovible[8].

- La "Benova Type G" [9]utilisait un moteur S.C.A.P. 8 cylindres à soupapes latérales de 1 402 cm3 (plus tard, quoique brièvement, porté à 1 996 cm3) et reposait sur un empattement de 3 100 mm. La liste des carrosseries standard comprenait une « Torpédo grand luxe », une « conduite intérieure souple » à 4 portes (berline/saloon) et un cabriolet[8].